# Verge Maria-Mater Dolorosa (El Greco, Tipus-II)
La Verge Maria o Mater Dolorosa, Tipus-II, d'El Greco, és força diferent del Tipus-I realitzat per aquest mateix pintor. Lamentablement, i a diferència del Tipus-I, no ha arribat fins als nostres dies cap obra considerada completament autógrafa del mestre.
D'acord amb Harold Wethey, la millor versió és la de la Gemäldegalerie (Berlín).

## Anàlisi de l'obra
A diferència del Tipus-I, Maria dirigeix el rostre i la mirada a la dreta. També veiem les seves mans, que están posades en una postura de pregària. Cobreix el seu cap amb un vel de color clar, i vesteix un mantell verd, que destaca sobre un fons marró fosc.

## Versions
- Gemäldegalerie (Berlín); Oli sobre llenç; 62 x 42 cm.; La millor versió, segons Harold E. Wethey, obra d'El Greco amb col·laboració de l'obrador; 1585-90 ca.;
- Museu Lázaro Galdiano; Oli sobre llenç; 42 x 35 cm.; Còpia;
- Col·lecció Família Thyssen-Bornemisza (abans?); Oli sobre llenç; 65 x 50 cm.; Còpia del S.XVII; El seu estat era mediocre, però es va restaurar l'any 1962.[2]

- Beverly Hills; col·lecció privada;